# ويل كندريك
ويل كندريك (بالإنجليزية: Will Kendrick)‏ هو سياسي أمريكي، ولد في 1960. حزبياً، نشط في الحزب الجمهوري والحزب الديمقراطي. وقد انتخب عضو مجلس نواب فلوريدا.